# Jeff Bezos
Jeffrey Preston "Jeff" Bezos (pronunție în engleză [ˈbeɪzəs]; n. 12 ianuarie 1964, Albuquerque, New Mexico, SUA) este un antreprenor american, care a jucat un rol esențial în comerțul electronic, fondator și CEO al companiei Amazon.com, Inc., o companie de vânzare cu amănuntul pe baza comenzilor prin Internet (e-commerce).
Sub conducerea sa, Amazon.com a devenit cea mai mare companie cu vânzări on-line.
Bezos s-a născut în Albuquerque și a crescut la Houston și la Miami. A absolvit Universitatea Princeton în 1986 cu diplome în inginerie electrică și știința calculatoarelor. A lucrat pe Wall Street în diferite domenii conexe din 1986 până pe la începutul lui 1994. Bezos a fondat Amazon la jumătatea lui 1994 pe când călătorea cu mașina de la New York City la Seattle. Compania a început ca librărie online și s-a extins de atunci la multe produse și servicii de e-commerce, inclusiv streaming video și audio, cloud computing, și inteligență artificială. Este cea mai mare companie de vânzări online din lume, cea mai mare companie de Internet după venituri, și cel mai mare furnizor de asistenți virtuali⁠(d) și servicii de infrastructură de cloud prin ramura Amazon Web Services.
Bezos a fondat compania producătoare de avioane⁠(d) și furnizoare de servicii de zbor spațial suborbital⁠(d) Blue Origin⁠(d) în 2000. Vehicului New Shepard⁠(d) al acestei companii a ajuns în spațiu în 2015 și apoi a reușit să aterizeze înapoi pe Pământ; el, personal, a zburat în spațiu cu Blue Origin NS-16⁠(d) în 2021. A achiziționat marele cotidian american The Washington Post în 2013 pentru 250 de milioane de dolari și gestionează multe alte investiții prin firma sa de Venture capital, Bezos Expeditions⁠(d). În septembrie 2021, Bezos și fondatorul Mail.ru, Yuri Milner⁠(d), au înființat împreună Altos Labs⁠(d).
Primul centimiliardar certificat de indexul Forbes al miliardarilor și al doilea care a ajuns la o asemenea avere de la Bill Gates în 1999, Bezos a fost numit „cel mai bogat om din istoria modernă” după ce averea sa a crescut la 150 de miliarde de dolari în iulie 2018. În august 2020, conform Forbes, avea peste 200 de miliarde de dolari. Pe 5 iulie 2021, Bezos s-a retras din funcția de CEO și președinte la Amazon și a preluat rolul de președinte executiv. CEO-ul Amazon Web Services, Andy Jassy⁠(d), i-a luat locul lui Bezos ca CEO și președinte la Amazon.

## Viață timpurie și carieră
Bezos s-a născut ca Jeffrey Preston Jorgensen în Albuquerque. statul New Mexico, ca fiu al Jacklyn Gise Jorgensen și al Ted Jorgensen.

## Carieră de afaceri
După absolvirea Princeton University în 1986, Bezos a lucrat pe Wall Street în domeniul Computer science. Apoi a lucrat pentru o rețea de comerț internațional a unei companii numite Fitel. Ulterior , a lucrat pentru Bankers Trust⁠(d), companie la care a devenit vice-președinte. Apoi a lucrat pentru D. E. Shaw & Co.⁠(d) ca specialist în computer science.
La sfârșitul anului 2017 i s-a estimat o avere de pe 99 de miliarde de dolari, poziționându-se pe primul loc în topul celor mai bogați oameni (fiind urmat de Bill Gates și Warren Buffet), conform analizelor efectuate de "Bloomberg".
În vara anului 2021, Jeff Bezos a anunțat că se retrage din funcția sa de CEO al companiei Amazon și că îl va lăsa la conducere pe fostul șef al Amazon Cloud Web Computing (AWC), Andy Jassy.